# Isachsenfjella
Isachsenfjella ist ein 3425 m hoher Berg im ostantarktischen Königin-Maud-Land. Im Gebirge Sør Rondane ragt er 6 km südöstlich der Bergersenfjella auf.
Norwegische Kartografen, die diesem Berg auch seinen Namen gaben, kartierten ihn 1957 anhand von Luftaufnahmen, die bei der US-amerikanischen Operation Highjump (1946–1947) entstanden waren. Namensgeber ist der norwegische Polarforscher Gunnerius Ingvald Isachsen (1868–1939), Leiter der vom norwegischen Walfangunternehmer Lars Christensen finanzierten vierten Antarktisexpedition mit der Norvegia (1930–1931).